# Grong Station
Grong Station (Grong stasjon) er en jernbanestation på Nordlandsbanen, der ligger i Grong kommune i Norge. Stationen består af flere spor, to perroner og en stationsbygning med café, ventesal og toilet. Der er busforbindelse til Rørvik, Brønnøysund og Namsos.
Stationen åbnede 30. november 1929, da banen blev forlænget dertil fra Snåsa. Den fungerede som endestation, indstil det næste stykke videre til Mosjøen åbnede 5. juli 1940. Stationen blev fjernstyret 7. oktober 2010.
1. november 1933 åbnede sidebanen Namsosbanen fra Grong til Namsos. Persontrafikken på banen blev indstillet 1. januar 1978, mens der var godstrafik frem til 2005.
Stationsbygningen blev opført i 1929 efter tegninger af Bjarne Friis Baastad og Gudmund Hoel. Den toetages bygning er opført i træ i laftekonstruktion og rummede oprindeligt ventesal, ekspedition og restaurant i stueetagen og tjenestebolig for stationsforstanderen på første sal. En tilbygning blev benyttet til ilgods. Baastad stod desuden for et pakhus og en tresporet remise. I begyndelsen af 1940'erne blev der endvidere opført et kombineret lager og malerværksted, et snedkerværksted og en smedje samt en spisebarak, der senere blev ombygget til bolig.